# Klapa wirowa
Klapa wirowa (ang. swirl flaps) – rodzaj zaworu motylkowego (skrzydełkowego) zamontowanego na kolektorze dolotowym, tuż przed kanałem dolotowym głowicy. Występuje w wielu nowoczesnych silnikach Diesla, w tym  BMW, Opel i Alfa Romeo.

## Budowa i sposób działania
Klapy wirowe są nieco mniejsze niż kanał dolotowy, co pozwala na przepływ powietrza wokół nich, nawet gdy są w pozycji "zamkniętej". Klapka sama w sobie jest wykonana ze stali nierdzewnej i przymocowana do trzpienia dwoma małymi śrubami. Położenie klapy wirowej jest najczęściej regulowane za pomocą elektrycznego mechanizmu, który z kolei sterowany jest z układu sterowania silnikiem. W typowej konfiguracji na biegu jałowym klapy pozostają w pozycji zamkniętej, co skutkuje dodatkowymi zawirowaniami. Wraz ze wzrostem prędkości obrotowej silnika klapy są stopniowo otwierane. Znajdują się wtedy w pozycji maksymalnego otwarcia i są równoległe do przepływu powietrza, nie stawiając praktycznie żadnego oporu. Celem stosowania klap jest zapewnienie, że wprowadzone do cylindra powietrze jest wystarczająco „burzliwe”, co zapewni dobre wymieszanie powietrza z paliwem nawet przy niskich prędkościach obrotowych silnika.

## Wady i zalety klap wirowych
Klapy wirowe wpływają pośrednio na redukcję emisji toksycznych substancji oraz mogą poprawić moc i moment obrotowy. Natomiast wady ich stosowania wynikają głównie z zanieczyszczeń powstających w trakcie recyrkulacji gazów spalinowych, które pozostawiają smoliste osady na samych klapach i wnętrzu kolektora dolotowego. Z czasem może to doprowadzić do unieruchomienia klapy w jednej pozycji, co układ sterowania silnikiem odczytać powinien jako błąd. Jednak nie wszystkie silniki mają zaimplementowany moduł monitorowania stanu klap wirowych. Dłużej utrzymujący się stan unieruchomienia klap może prowadzić do pękania samej klapy lub elementów jej mocowania, które w konsekwencji może spowodować uszkodzenie silnika przez wciągnięcie oderwanych elementów do cylindrów.